# Conferencia de las Naciones Unidas sobre Organización Internacional

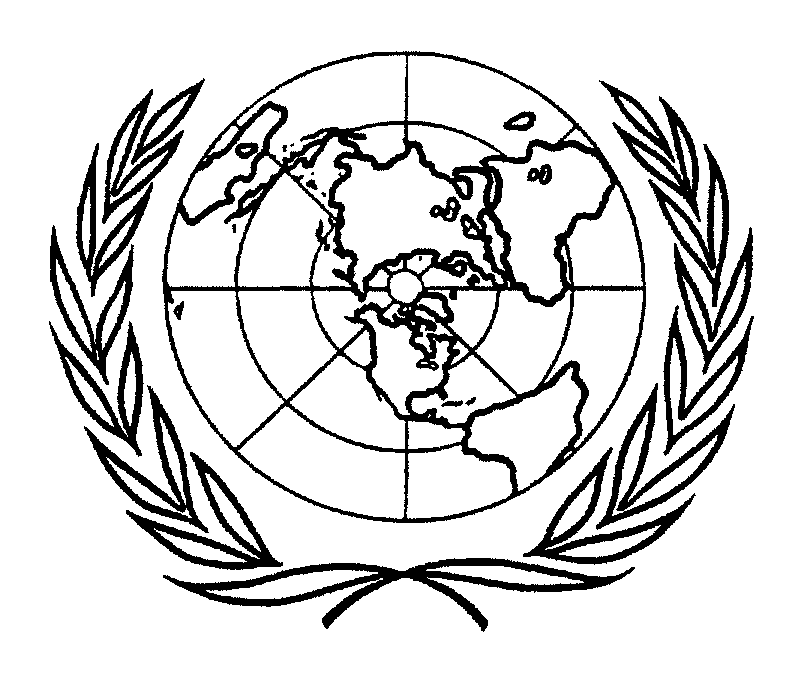
Insignia de la conferencia, prototipo del actual logotipo de las Naciones Unidas.

La Conferencia de las Naciones Unidas sobre Organización Internacional (por su siglas en inglés UNCIO, United Nations Conference on International Organization), más conocida como la Conferencia de San Francisco, fue una convención de delegados de 50 naciones aliadas durante la Segunda Guerra Mundial, que tuvo lugar del 25 de abril de 1945 al 26 de junio de 1945 en San Francisco, Estados Unidos.
En esta convención, los delegados examinaron y reescribieron los acuerdos de Dumbarton Oaks. La convención se tradujo en la creación de la Carta de las Naciones Unidas, que fue presentada para su firma el 26 de junio del mismo año. La conferencia fue presidida por el diplomático estadounidense Alger Hiss.

## La conferencia
El marco básico para la propuesta de las Naciones Unidas estaba enmarcado en la visión del presidente estadounidense Franklin Delano Roosevelt, en la cual Estados Unidos, la Unión Soviética, el Reino Unido y China liderarían el orden internacional de postguerra. Serían esos países, con la adición de Francia, quienes asumirían los puestos permanentes en el Consejo de Seguridad. En la conferencia de Malta, se propuso que los miembros permanentes tuvieran derecho de voto. Dicha propuesta fue aprobada en la conferencia de Yalta. En esa misma conferencia, se comenzaron a enviar invitaciones a la conferencia. 46 países fueron invitados a San Francisco. Todos ellos habían declarado la guerra a Alemania y Japón, habiendo firmado la Declaración de las Naciones Unidas.
La conferencia invitó directamente a cuatro países más: Dinamarca (recién liberada de la ocupación nazi), Argentina y las repúblicas soviéticas de Bielorrusia y Ucrania. La participación de esos países no estuvo exenta de controversia. La decisión sobre la participación de Argentina fue conflictiva debido a la oposición soviética a la membresía argentina, argumentando que Argentina había apoyado a las Potencias del Eje durante la guerra. Varios países latinoamericanos se opusieron a la inclusión de Bielorrusia y Ucrania a menos que Argentina fuera admitida. Al final, Argentina fue admitida en la conferencia gracias al apoyo de Estados Unidos y al deseo de que la participación de la Unión Soviética en la conferencia se mantuviera.
La participación de Bielorrusia y Ucrania en la conferencia fue una concesión dada a Stalin por Churchill y Roosevelt. Stalin originalmente había pedido que todas las repúblicas de la Unión Soviética tuvieran membresía en las Naciones Unidas, pero el gobierno de Estados Unidos lanzó una contrapropuesta en la que todos los estados de Estados Unidos obtuvieran membresía en las Naciones Unidas. Dicha contrapropuesta estimuló a Stalin para que en la conferencia de Yalta, aceptara que Ucrania y Bielorrusia fueran admitidas en las Naciones Unidas. Este trato pretendía asegurar un grado de balance en la asamblea general, el cual, en opinión de los soviéticos, estaba desequilibrado en favor de los países Occidentales. Para tal efecto, se hicieron modificaciones a las constituciones de las 2 repúblicas en cuestión, de modo que Bielorrusia y Ucrania fueran sujetos legales internacionales de forma limitada, al mismo tiempo que seguían siendo parte de la Unión Soviética.
Polonia, a pesar de haber firmado la Declaración de las Naciones Unidas, no acudió a la conferencia porque no había consenso en la formación del gobierno polaco de postguerra. Por lo tanto, se dejó un espacio en blanco para la firma de dicho país. El nuevo gobierno polaco fue conformado después de la conferencia (el 28 de junio) y firmó la Carta de las Naciones Unidas el 15 de octubre, lo que convirtió a Polonia en uno de los países fundadores de las Naciones Unidas.
Asistieron 850 delegados, que junto a sus asesores, colaboradores y personal de la secretaría, sumaban 3.500 personas. Además, asistieron a la conferencia 2.500 representantes de los medios de comunicación y observadores procedentes de numerosas organizaciones y sociedades.
Se formó un comité de orientación, integrado por los jefes de delegación. Este comité decidía sobre todos los asuntos importantes relativos a principios y normas. Aunque cada país tenía un solo representante, el número de miembros era demasiado para las labores detalladas. Por lo tanto, se encargó a un comité ejecutivo de 14 jefes de delegación, que sometiera recomendaciones al comité de orientación.
El proyecto de Carta de las Naciones Unidas se dividió en 4 secciones, cada una de las cuales fue estudiada por una comisión. La primera de éstas se hizo cargo de los propósitos de la Organización, principios, miembros, secretaría y la cuestión de enmiendas de la Carta. La segunda consideró las funciones de la Asamblea General. La tercera se hizo cargo de lo concerniente al Consejo de Seguridad. La cuarta se ocupó de la evaluación del proyecto de estatuto de la Corte Internacional de Justicia. Dicho proyecto de estatuto había sido redactado por un comité integrado por expertos en jurisprudencia de 44 países, reunido en Washington en abril de 1945.
En la conferencia, los delegados revisaron y a veces reescribieron el texto acordado en la conferencia de Dumbarton Oaks. Las delegaciones acordaron un rol para las organizaciones regionales bajo el "paraguas" de las Naciones Unidas. También se acordó una delimitación de las responsabilidades del secretario general, así como la creación del consejo económico y social y el consejo de administración fiduciaria.
El tema del voto de los miembros permanentes del consejo de seguridad probó ser un obstáculo para llegar al acuerdo sobre la Carta de las Naciones Unidas. Varios países temían que si uno de los "cinco grandes" asumía una conducta que amenazara la paz, el Consejo de Seguridad quedaría imposibilitado para intervenir, mientras que en el caso de un conflicto entre 2 países que no fueran miembros permanentes del Consejo, los cinco grandes podrían proceder arbitrariamente. Por lo tanto, quisieron reducir el alcance del veto. Pero las grandes potencias insistieron en que esta disposición era vital, recalcando el hecho de que a las Naciones Unidas correspondía la mayor responsabilidad en el mantenimiento de la paz mundial. Finalmente, esos países cedieron.
El 25 de junio los delegados estuvieron reunidos por última vez en sesión plenaria en la ópera de San Francisco. La sesión fue presidida por Lord Halifax (jefe de la delegación británica) y al someter el texto final de la Carta a la asamblea, dijo: "La cuestión que estamos a punto de resolver con nuestro voto es la más importante que podrá ocurrir en nuestras vidas". Luego propuso que en lugar de votar levantando la mano se procediera de forma más adecuada. De esta forma, cada uno de los delegados se puso de pie, así como el resto de los presentes en el lugar. Esto desembocó en una ovación que invadió el recinto cuando Lord Halifax anunció que la Carta se había aprobado de manera unánime.

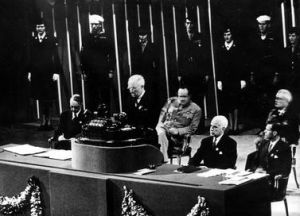
El presidente Truman hablando en la conferencia.

Al día siguiente, en el auditorio del Veterans Memorial Hall, los delegados firmaron la Carta. China firmó en primer lugar, por haber sido la primera víctima de una Potencia del Eje. El presidente Truman en su discurso de clausura dijo:

La Carta de las Naciones Unidas que acaban de firmar es una base sólida sobre la cual podremos crear un mundo mejor. La historia los honrará por ello. Entre la victoria en Europa y la victoria final, en la más destructora de todas las guerras, han ganado una batalla contra la guerra misma... Gracias a esta Carta, el mundo puede empezar a vislumbrar el día en que todos los hombres dignos podrán vivir libre y decorosamente.

Luego el presidente Truman declaró que la Carta sólo tendría valor si los pueblos del mundo se resolvían a hacerla cumplir:

si no nos valemos de ella, habremos traicionado a los que sacrificaron sus vidas por que nos fuese posible reunirnos aquí, segura y libremente, para forjarla. Si intentásemos servirnos de ella con egoísmo -en provecho de una sola nación o de un grupo pequeño de naciones-, seríamos igualmente culpables de esa traición.

La existencia de las Naciones Unidas no se inició al firmarse la Carta, ya que en muchos países esta tuvo que ser sometida a la aprobación parlamentaria. Se había acordado que la Carta entraría en efecto cuando la hubiesen ratificado los gobiernos de China, Francia, Reino Unido, la Unión Soviética, Estados Unidos y la mayoría de los demás países firmantes, y cuando estos hayan notificado del hecho al Departamento de Estado de los Estados Unidos. Eso ocurrió el 24 de octubre de 1945.

## Países participantes
| - Arabia Saudita - Argentina - Australia - Bélgica - Bolivia - Brasil - Canadá - Checoslovaquia - Chile - China | - Colombia - Costa Rica - Cuba - Dinamarca - Ecuador - Egipto - El Salvador - Estados Unidos - Etiopía - Filipinas | - Francia - Grecia - Guatemala - Haití - Honduras - India - Irak - Irán - Líbano - Liberia | - Luxemburgo - México - Nicaragua - Noruega - Nueva Zelanda - Países Bajos - Panamá - Paraguay - Perú - Reino Unido | - República Dominicana - Siria - Sudáfrica - Turquía - Unión Soviética - Bielorrusia - Ucrania - Uruguay - Venezuela - Yugoslavia |